# عباس آباد كاني كبود (مقاطعة دلفان)
عباس‌آباد كاني كبود (بالفارسية: عباس‌آباد کانی کبود) هي مستوطنة تقع في قسم ميربغ الشمالي الريفي (مقاطعة دلفان) في إيران. يقدر عدد سكانها بـ 61 نسمة بحسب إحصاء 2016.